# Elezioni parlamentari in Croazia del 2020
Le elezioni parlamentari in Croazia del 2020 si sono tenute il 5 luglio per il rinnovo del Sabor, il parlamento del paese.
In seguito all'esito elettorale, Andrej Plenković, espressione dell'Unione Democratica Croata (HDZ), è stato confermato Presidente del Governo, avendo la sua coalizione ottenuto, con 66 seggi, la maggioranza relativa in assemblea.

## Sistema elettorale
Per l’elezione dei 151 membri del Sabor, la legge elettorale croata prevede un sistema elettorale misto. Difatti:
- La maggior parte, 140, vengono eletti in 10 collegi plurinominali da 14 seggi ciascuno, secondo un sistema proporzionale con soglia di sbarramento al 5%;
- 3 vengono eletti dai cittadini all'estero, con lo stesso metodo;
- I restanti 8, infine, vengono eletti in una sezione specifica per le minoranze.

## Risultati
| Liste | Voti                           | %     | Seggi      |
| --- | ------------------------------ | ----- | ---------- |
| Coalizione HDZ • HDZ • HDZ - HSLS • HDZ - HDS                                                                                             | 621.035 435.336 107.248 78.451 | 37,26 | 66 48 11 7 |
| Coalizione Restart • SDP - HSS - HSU - IDS - GLAS - SNAGA - PGS • SDP - HSS - HSU - IDS - GLAS - SNAGA - PGS - Riformisti                 | 414.645 379.080 35.565         | 24,87 | 41 37 4    |
| DP - HS - Block - HKS - Hrast - SU - ZL                                                                                                   | 181.493                        | 10,89 | 16         |
| Most | 123.194                        | 7,39  | 8          |
| Možemo! - NL - RF - ORaH - Zagreb je NAŠ - Za Grad                                                                                        | 116.483                        | 6,99  | 7          |
| SIP - Pametno - Fokus | 66.399                         | 3,98  | 3          |
| Coalizione Živi zid • Živi zid - PH - SIP - NLSP - HSS-SR - HSSČKŠ - ZSZ • Živi zid - PH - SIP - NLSP - AM • Živi zid - PH - SIP - HSS-SR | 37.628 30.439 6.906 283        | 2,26  | -          |
| Partito Popolare Croato - Liberal Democratici                                                                                             | 21.727                         | 1,30  | 1          |
| Coalizione Riformisti • Riformisti - HSS BR - Pensionati • Riformisti - HSS BR - HDS - NSH - NL • Riformisti                              | 16.900 11.079 5.475 346        | 1,01  | 1 -        |
| Bandić Milan 365 - Partito del Lavoro e della Solidarietà                                                                                 | 9.897                          | 0,59  | -          |
| Partito Civico Croato | 7.399                          | 0,44  | -          |
| NHR - HSP - GO | 7.266                          | 0,44  | -          |
| Coalizione Democratici • Democratici • Democratici - HL-SR - RI • Democratici - HL-SR                                                     | 6.594 3.221 2.569 804          | 0,40  | -          |
| Lista Indipendente Željko Glasnović | 5.958                          | 0,36  | -          |
| Partito Croato dei Diritti Autentico | 5.343                          | 0,32  | -          |
| Blocco dei Pensionati Uniti | 5.268                          | 0,32  | -          |
| Altri <5.000 voti | 19.744                         | 0,18  | -          |
| Minoranze nazionali | -                              | -     | 8          |
| Totale | 1.666.973                      | 100   | 151        |

Ripartizione dei seggi
- HDZ 62 (di cui 1 HDSSB), HSLS 2, HDS 1, Indipendenti 1.
- SDP 34,  HSS 2, HSU 1, IDS 3, GLAS 1.
- DP 10, HS 1, Block 1,  HKS 2, Hrast 1, Indipendenti 1.
- Most 6, Indipendenti 2.
- Možemo! 4, NL 1,  RF 1, Indipendenti 1.
- STRIP 1, Pametno 1, Fokus 1.
- Partito Popolare Croato - Liberal Democratici 1.
- Riformisti 1.
- Minoranze nazionali: SDSS 3, DZMH 1, SRRHKS 1, UARH 1, Gruppo Elettorale 2.